# Saint-Pair
Saint-Pair är en kommun i departementet Calvados i regionen Normandie i norra Frankrike. Kommunen ligger i kantonen Troarn som ligger i arrondissementet Caen. År 2022 hade Saint-Pair 245 invånare.

## Befolkningsutveckling
Antalet invånare i kommunen Saint-Pair
Referens:INSEE